# Uracanthus pseudogigas
Uracanthus pseudogigas là một loài bọ cánh cứng trong họ Cerambycidae.